# Кумаркіно
Кума́ркіно (Велике Кумаркіно; рос. Кумаркино, чув. Мăн Хăмăркка) — присілок у Чувашії Російської Федерації, у складі Іспуханського сільського поселення Красночетайського району.
Населення — 249 осіб (2010; 326 в 2002, 529 в 1979, 888 в 1939, 854 в 1926, 442 в 1879). Національний склад — чуваші та росіяни.
Національний склад (2002):
- чуваші — 97 %

## Історія
До 1835 року селяни мали статус державних, до 1863 року — удільних, займались землеробством, тваринництвом. 1930 року створено колгосп «Арбаші». До 1920 року присілок входив до складу Вильської волості Ядринського повіту, Курмиської та Торханівської волостей Курмиського повіту (у період 1835–1863 років — у складі Токтамиського удільного приказу), до 1927 року — до складу Ядринського повіту. З переходом на райони 1927 року — спочатку у складі Красночетайського, у період 1962–1965 років — у складі Шумерлинського, після чого знову переданий до складу Красночетайського району.

## Господарство
У присілку діють школа, дитячий садок, фельдшерсько-акушерський пункт, будинок культури, бібліотека, стадіон, 2 магазини.